# Флауър Травълин Бенд
„Флауър Травълин Бенд“ (на японски: フラワー・トラベリン・バンド) е рок група в Токио Япония, съществувала в края на 1960-те и началото на 1970-те години.
Групата е свързана с местната контракултура и е смятана за пионер на хевиметъла в страната. Не постига комерсиален успех и през 1973 г. се разпада, а част от участниците ѝ започват солови кариери. През 2007 г. групата се събира отново, но прекратява дейност след смъртта на вокалиста Джо Яманака.

## История
Идеята за групата принадлежи на певеца и продуцент Юя Учида след негово пътуване до Англия. Вдъхновен от групи като Крийм и Джими Хендрикс Икспириънс, Учида решава да създава формация с тежко психеделично звучене в Япония. Така възниква кавър-групата Дъ Флауърс, в която първоначално има мъжки и женски вокали – Хироши Чиба и Реми Асо. През 1969 г. записват първия си албум „Challenge!“, съдържащ кавъри на Джеферсън Еърплейн, Биг Брадър енд дъ Холдинг Къмпани, Крийм, Джими Хендрикс.
След издаването на албума вокалистката Реми Асо и китаристът Кацуко Кобаяши емигрират в САЩ. Продуцентът Учида сформира нова група, като от стария състав остава само барабанистът Джоджи Уада. В новия състав се включват Хикеди Ишима (китара), Джо Яманака (вокал) и Юн Кобаяши (бас китара). Групата се преименува на Флауър Травълин Бенд, а първите ѝ авторски записи са с участието на джаз тромпетиста Терумаса Хино. Новата група записва албума „Anywhere“, отново съдържащ кавър-версии. През 1971 г. излиза и първия им авторски албум – „Satori“, съдържащ цялостна композиция в 5 части. Албумът е издаден в САЩ и Канада, а групата се премества в Торонто.
През 1972 г. издават албума си „Made in Japan“, в който е наблегнато на прогресив рок звученето. През 1973 г. групата е избрата за подгряваща на Ролинг Стоунс по време на японското турне на британците. Мик Джагър обаче не получава виза и всички концерти на Стоунс в Япония са отменени. Последният концерт на Флауър Травълин Бенд е през април 1973 г., след което групата се разпада.
През 2007 г. групата се събира отново и издава албума „We Are Here“. През 2008 г. излиза и концертният албум „Resurrection“.
Албумът на Флауър Травелин Бенд „Satori“ от 1971 г. е определен като един от 101-те най-странни записи, качени в музикалната платформа Спотифай.

## Дискография

### Албуми
- Challenge – 1969
- Anywhere – 1970
- Satori – 1971
- Made in Japan – 1972
- Make up – 1973
- We are here – 2008
- Resurrection – 2008 (концертен)

### Сингли
- „Last Chance“ b/w "Flower Boy" (1969)
- „Flower Boy“ b/w "Last Chance" (1969)
- „Fantastic Girl“ b/w "Yogiri no Trumpet" (1969)
- „Crash“ b/w "Dhoop" (1970)
- „Map“ b/w "Machine Gun Kelly" (заедно с група Джо Мама)

### Компилации
- Опера по картини на Таданори Йоку (1969)
- Rock 'n' Roll Jam '70 (1970)
- Times (1975)